# 捕縛
| ウィキペディアには「捕縛」という見出しの百科事典記事はありません（タイトルに「捕縛」を含むページの一覧/「捕縛」で始まるページの一覧）。 代わりにウィクショナリーのページ「捕縛」が役に立つかもしれません。 |